# 1880 en football
Cet article présente les faits marquants de l'année 1880 en football.

## Clubs fondés en 1880
- en Angleterre :
  - fondation du club sous le nom de West Gorton St Mark's  (1880-1887) puis Ardwick AFC (1887-1894), de l'actuel Manchester City Football Club depuis le 16 avril 1894.
  - fondation du club de Preston North End Football Club basé à Preston.
- en Irlande du Nord :
  - fondation du club de Moyola Park Football Club basé à Castledawson.

## Janvier
- Fondation du Antwerp Athletic Club reconnu comme le plus ancien club de Belgique.

## Février
- 21 février : à Glasgow (First Cathkin Park), finale de la 7e édition de la Coupe d'Écosse. Queen's Park s'impose face à Thornliebank, 3-0. 4 000 spectateurs.

## Mars
- 13 mars : à Glasgow (Hampden Park), l'Écosse s'impose 5-4 face à l'Angleterre. 12 000 spectateurs.
- 15 mars : à Wrexham (Racecourse Ground), l'Angleterre s'impose 2-3 face au pays de Galles. 3 000 spectateurs.

## Avril
- 3 avril : à Glasgow (Hampden Park), l'Écosse s'impose 5-1 face au Pays de Galles. 2 000 spectateurs.
- 10 avril : finale de la 9e FA Challenge Cup (54 inscrits). Clapham Rovers 1, Oxford University 0. 6 000 spectateurs au Kennington Oval.

## Juillet
- 14 juillet : seul match ayant laissé trace jusqu'à nos jours concernant le Football Club d'Amiens, fondé quelques mois plus tôt. Deux équipes du club s'affrontent à l'occasion de la Fête Nationale : les « Bleus » contre les « Blancs ». Il semble que le FC Amiens cessa ses activités dès 1882.

## Septembre
- 26 septembre : au Danemark, fondation du club de Aarhus GF basé à Aarhus.

## Naissances
- 29 mars : Bobby Templeton, footballeur écossais. († 1919).
- 3 avril : Jorge Gibson Brown, footballeur argentin. († 1936).
- 25 mai : Alf Common, footballeur anglais. († 1946).
- 23 juin : Alexander Young, footballeur écossais. († 1959).
- 23 août : Jimmy McMenemy, footballeur écossais. († 1965).
- 25 août : Ede Herczog, arbitre et entraîneur de football hongrois. († 1959).
- 4 octobre : Tom Sloan, footballeur écossais. († 1964).
- 18 octobre : Robert Hawkes, footballeur anglais. († 1945).
- 22 octobre : Charles Buchwald, footballeur danois. († 1951).
- 23 octobre : Jimmy McMenemy, footballeur écossais. († 1965).
- Percy Smith, footballeur anglais. († 1959).